# Empoasca malliki
Empoasca malliki är en insektsart som beskrevs av Irena Dworakowska och Chandrasekhara A. Viraktamath 1978. Empoasca malliki ingår i släktet Empoasca och familjen dvärgstritar. Inga underarter finns listade i Catalogue of Life.